# Цирк зажигает огни (фильм)
«Цирк зажига́ет огни́» — советский телевизионный художественный фильм 1972 года в жанре музыкальной комедии, снятый на Свердловской киностудии режиссёром О. Р. Воронцовым как экранизация одноимённой оперетты Ю. С. Милютина на либретто Я. М. Зискинда. Несмотря на то, что односерийный фильм был заметно сокращён по сравнению с исходной опереттой, авторы приняли участие в отборе материала, что позволило избежать нестыковок и сделать действие более динамичным. Экранизация была следствием успеха оперетты, шедшей в разных театрах с 1960 года. В фильме показано заметное количество трюков, выполненных профессиональными цирковыми артистами. Премьера фильма состоялась 1 января 1973 года на Центральном телевидении.

## Сюжет
Рассказ начинается с закулисья двух цирков — условно «итальянского» (директор — Витторио Розетти) и советского, оказавшихся на гастролях в одном крупном средиземноморском городе и вынужденных конкурировать за зрителей. В то время, как трое молодых артистов советского цирка (Андрей, Галя и Костя) с удовольствием читают благожелательные и даже восторженные отзывы о себе, итальянский цирк терпит убытки, и его директор вынужден оправдываться перед «инвестором» Мортимером, который в действительности питает матримониальные планы в отношении звезды этого цирка, приёмной дочери директора Глории.
Самой Глории Мортимер не нравится, что понятно, поскольку, кроме кошелька, он ничем не интересен; несмотря на довольно импозантную внешность, он уже немолод, не может похвастаться ни широким кругозором, ни изысканными манерами. Вопреки увещеваниям своего приёмного отца, Глория не собирается терпеть ухаживания Мортимера и сразу даёт ему это понять. Тот, однако, не отступается.
В это же самое время к директору советского цирка Шевелёвой проникает Граф, предводитель местных клакёров, навязывая свои «услуги» и угрожая срывом представления в случае отказа. Тем не менее, клакёров выпроваживают. При этом руководители конкурирующих цирков встречаются, обмениваются комплиментами, приглашают друг друга посетить представления. Глория знакомится со своим советским коллегой Андреем Баклановым, и он ей сразу нравится.
Посмотрев выступление Глории, советские циркачи оказываются впечатлены, но остальная программа бедновата. У Розетти рождается план — уговорить Андрея поработать в их цирке, используя «чары» Глории, сделать кассу и избавиться от Мортимера. Глории план не нравится, хотя она всё больше увлечена Андреем. Андрей и Глория проводят вместе всё свободное время, в итоге сталкиваются с Мортимером, который устраивает скандал.
Розетти убеждает Мортимера, что это он поручил Глории «обаять» Андрея, чтобы заполучить его в свою труппу, и заставляет его оплатить приём, который итальянцу приходится устроить, чтобы сгладить скандал. Мортимер нанимает клакёров, оставшихся без работы, чтобы они похитили Андрея и не дали ему выступить на утреннем представлении, чтобы испортить, таким образом, репутацию советского цирка.
Глория, узнав об этом, выручает Андрея и отдаёт ему свою машину, чтобы тот мог успеть вернуться в цирк ко времени его выхода на арену. Выступление проходит без проблем. Однако цирк, в котором работает Глория, остаётся без финансирования её «жениха», который улетает вместе с директором. Труппе даже не на что вернуться домой. Советские артисты предлагают устроить сверхплановое выступление, а доход от него передать труппе Глории, ставшей фактической руководительницей цирка, так как её приёмный отец улетел вместе с Мортимером.
Андрею и Глории приходится расстаться, по крайней мере, пока труппа не станет финансово независима от Мортимера и Розетти, которые остаются номинальными владельцами цирка. Костя и Галя признаются друг другу в любви.

## В ролях
- Орлова, Галина Петровна[5] — Глория Розетти
- Голобородько, Александр Александрович — Андрей Бакланов (озвучил Василий Лановой)
- Санько, Ёла Ивановна — Галя Петрова
- Абдулов, Всеволод Осипович — Костя
- Шашкова, Элеонора Петровна — Ирина Алексеевна Шевелёва
- Этуш, Владимир Абрамович — Граф Приправаспагетти[6]
- Гурченко, Людмила Марковна — Лолита
- Барушной, Александр Иосифович — Розетти (озвучил Евгений Весник)
- Соколовский, Семен Григорьевич — Мортимер
- Белов, Афанасий Севастьянович — Одиссей Флегматикопуло
- Уан-Зо-Ли, Владимир Валентинович — Пижаяма
- Георгиу, Георгий Александрович — Абдул
- Галина Адаскина — воздушная гимнастка
- Магомед Магомедов — канатоходец
- Манохин, Валентин Александрович — танцор
- Фауста Иванова — танцовщица
- Рунге, Борис Васильевич — дирижёр

Песни в фильме исполнили И. Карелина, А. Поляков, Н. Пашинская, Н. Готорович.

## О съёмках
В качестве «заграницы» в фильме показаны пейзажи Таллина. Часть съёмок происходила в свердловском цирке (здание погибло при пожаре в 1976 году).
Интересно, что в начальных сценах фильма на Элеоноре Шашковой тот же самый костюм, в котором её можно видеть в роли жены Штирлица в фильме «Семнадцать мгновений весны» — фильмы снимались параллельно.